# Лаиса Коринфская
Лаиса Коринфская (греч. Λαΐς) или Лаида (Λαΐδα) — древнегреческая гетера, жившая в Коринфе в V веке до н. э в период Пелопоннесской войны.

## Биография
Лаиса Коринфская, именуемая в ряде источников Лаисой Старшей, была родом из города Коринфа, жила во время Пелопоннесской войны и была, наряду с Аспасией, известнейшей красавицей своего времени.
Тёзка другой Лаисы, родом из городка Гиккары на севере Сицилии, также жившей в Коринфе (после продажи ещё девочкой в рабство), отчего их часто путают и нередко отождествляют друг с другом; обе женщины  часто встречаются в эпиграммах и анекдотах, в которых, впрочем, их тоже не всегда точно отличают. 
Лаисе Старшей приписывают большую разборчивость в мужчинах и, одновременно с тем, алчность. 
Среди её поклонников были философы Диоген и Аристипп (два из его предполагаемых сочинений были о Лаисе), а также олимпийский чемпион Эвботас из Кирены.
Обстоятельства смерти Лаисы доподлинно неизвестны.